# ソフトハウスキャラ
ソフトハウスキャラは、大阪府大阪市に拠点を置く、有限会社キャラのアダルトゲームブランドである。

## 概要
アダルトゲームメーカーとしては比較的珍しいシミュレーションゲーム専門のブランド。2000年にグレイト大阪本社のメンバーの一部が独立し設立。海賊王冠がゲーム雑誌で高評価を受けて当時破格のプレミア価格が付いたがその後長い間、固定のファンは持っていたもののマイナーメーカーとして苦しんでいた。スタッフは当時、同人ゲームサークルへの転身も考えていたと語っている。そんな折に『巣作りドラゴン』がこれまでにないほどのヒットをし、製作ラインを1つから2つに増やすことができ、以降中堅メーカーとして安定していた。
18禁要素やストーリー要素等を抑えめにしてゲーム性を重視する方針で、プログラマー兼広報・JORIが「ソフトハウスキャラ チーム＋＋」を立ち上げた。

2020年3月23日に、経営上の理由により3月末日で法人としての有限会社キャラ及びゲームブランドのソフトハウスキャラの営業を終了し、法人は解散・廃業すると発表した。これにより20年にわたる法人としての歴史は幕を閉じることになる。なおブランド及びこれまでのタイトルはDMM GAMESに譲渡され、DMM GAMES.R18での販売が継続される事になっている。
有限会社キャラは2020年12月21日に法人格が消滅した。
ブランド解散後のソフトハウスキャラのメンバーはKarinProject、戯画チーム++のゲーム開発にかかわっている。

## 特徴
ブランド創設当初からシミュレーションゲームを専門に製作している。毎回異なった独特のシステムを持つ、繰り返しプレイを推奨するやり込み系ゲームを主とする。「基本システムを幾つか持ちそれを発展させて次のゲームを出す」とか、「ストーリー重視で非常にボリュームの大きい大作を作る」というタイプではない。
ゲームエンジンには自社製エンジンのSystemAoiを採用している。初期作品ではEXE組み込み型であったが、後にSystemAoi部分は AoiLib.dll としてDLL組み込み型に変更している。

### ゲストキャラ
このブランドの作品では過去作の登場人物がゲストキャラとして出るのが恒例となっている。あるシーンのイベントCG1枚でのみ出る場合や、主人公達が所属する団体の名前だけが出る場合など、基本的におまけ扱い。その中でもほぼ毎回登場しているのが、第1作「葵屋まっしぐら」の舞台である温泉旅館「葵屋」とその女将。主人公達が休暇として訪れる先がここになっていることが多い。

### その他
「うちのゲームはだれも同人誌にしてくれない」とこぼし、佐々木珠流の同人サークル「珠手箱」で同人誌の形態で原画集を販売している。
この他、公式サイト上には「葵（仮）ちゃん劇場レボリューション！」というテキストコーナーがあり、2007年4月からは、「増刊劇場レボリューション」という漫画コーナーも設置されている。
巣作りドラゴン以降ゲームディスク内にOPムービーを元に作られたおまけムービーが入っており、ボーイズラブが局所的に含まれているのが特徴であるが、ウィザーズクライマーでは百合になっている。(おまけムービーを制作していた皇征介が退社した為、DAISOUNAN以降は収録されていない)

## 発売ゲーム一覧
- 2000年2月25日  - 葵屋まっしぐら
- 2000年9月22日  - うえはぁす 〜お姫様は今日も危険でした〜
- 2001年4月20日  - 海賊王冠
- 2001年10月26日 - 真昼に踊る犯罪者
- 2002年7月12日  - アルフレッド学園魔物大隊
- 2003年3月28日  - ブラウン通り三番目
- 2003年12月12日 - レベルジャスティス
- 2004年6月25日  - 巣作りドラゴン
- 2005年2月18日  - 南国ドミニオン
- 2005年9月30日  - ダンシング・クレイジーズ
- 2006年6月16日  - グリンスヴァールの森の中 〜成長する学園〜
- 2007年6月29日  - 王賊
- 2008年5月30日  - ウィザーズクライマー
- 2009年3月27日  - DAISOUNAN
- 2009年12月18日 - 忍流
- 2010年7月30日  - BUNNYBLACK
- 2011年6月24日  - 雪鬼屋温泉記
- 2012年1月27日  - BUNNYBLACK 2
- 2012年9月28日  - 門を守るお仕事
- 2013年6月21日  - BUNNYBLACK 3
- 2014年6月27日  - アウトベジタブルズ
- 2015年2月27日  - 悪魔娘の看板料理
- 2016年6月24日  - プラネット ドラゴン
- 2017年8月25日  - 領地貴族
- 2018年11月30日 - 悪魔聖女～デーモンガール・ステップ～

### ソフトハウスキャラ チーム++
- 2015年12月18日 - その古城に勇者砲あり!
- 2017年3月24日  - 呪いの魔剣に闇憑き乙女
- 2018年4月27日  - その大樹は魔界を喰らう！

### ソフトハウスキャラ チーム++関連ゲーム

#### KarinProject
- 2019年12月20日  - 巣作りカリンちゃん
- 2021年7月30日  - 巣作りカリンちゃん -星詠みの神託-

#### 戯画チーム++
- 2022年12月23日  - ガルフラ -ガールズフランティッククラン-